# Deportivo Ayutla
Club Social y Deportivo Ayutla – gwatemalski klub piłkarski z siedzibą w mieście Ayutla, w departamencie San Marcos. Występuje w rozgrywkach Segunda División. Domowe mecze rozgrywa na obiekcie Estadio Municipal Tecún Umán.

## Historia
Przez cały okres swojego istnienia klub występował w niższych ligach gwatemalskich. Najczęściej balansował pomiędzy trzecią i drugą ligą. W XXI wieku występował w drugiej lidze dwukrotnie – w latach 2001–2002 i 2012–2015.

## Trenerzy
- Vitalino García (2012)[1]
- Rónald Mora (2012–2013)[2]
- Jair Pereira (2014)[3]
- Antonio Archila (2015)[4]
- Vitalino García (2015)[4]
- Manuel Castañeda (2016)[4]
- José Garnica (2016–2017)[4]
- Daniel Berta (2017)[5]
- César Trujillo (2017)[4]
- Vitalino García (od 2020)[6]